# Nikolai Tíkhonov (escriptor)
Nikolai Semiónovitx Tíkhonov (rus: Никола́й Семёнович Ти́хонов; Sant Petersburg, 4 de desembre [C.J. 22 de novembre] de 1896 – Moscou, 8 de febrer de 1979) fou un escriptor soviètic i membre del grup literari dels Germans Serapion.

## Biografia
Fill d'un barber i d'una costurera, va estudiar primer a una escola primària i després a l'Escola del Comerç de Sant Petersburg, on, entre altres coses, s'ensenyaven ciències comercials, ciències de mercaderies i taquigrafia. El 1911, va abandonar l'escola (segons el poeta, es va graduar a l'escola secundària) per ajudar la seva pobra família. Va treballar com a estenògraf a l'oficina d'intendència de la flota imperial de comerç i ports de Rússia i va començar a escriure els seus primers poemes.
Del 1914 al 1917, va lluitar com a hússar de l'Exèrcit Imperial Rus als països bàltics. Després de la Revolució d'Octubre, durant la Guerra Civil, es va fer voluntari de l'Exèrcit Roig, on va defensar Sant Petersburg contra els blancs i es van publicar els seus primers versos. L'agost de 1921, un any abans de la seva desmobilització, el seu primer professor de literatura, Nikolai Gumiliov. fou executat
Desmobilitzat el 1922, va publicar aquell mateix any les seves dues primeres col·leccions: L'horda, rus: Орда i Braga, rus: Брага. Continuava vivint a Petrograd, i va entrar a formar part d'un grup literari anomenat els Germans Serapion, que es reunien a la "Casa de les Arts" de l'Avinguda Nevski. Aquest grup s'oposava a la literatura oficial de Moscou i Nikolai Tíkhonov se'n va distanciar creant una tendència política que es dirigia precisament a la literatura oficial soviètica.

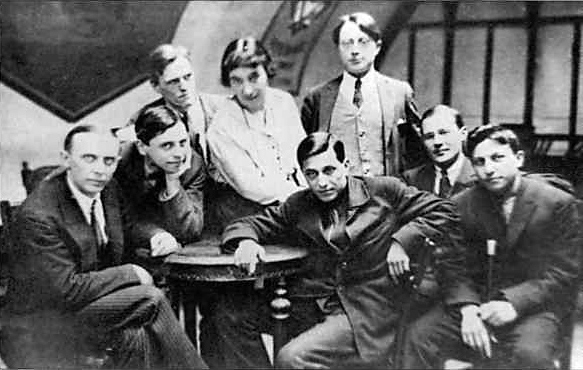
Els Germans Serapion.
D'esquerra a dreta: Konstantín Fedin, Mikhaïl Slonimski, Nikolai Tíkhonov, Ielizaveta Polónskaia, Mikhaïl Zósxenko, Nikolai Nikitin, Ilià Grúzdev i Veniamín Kaverin.

Apassionat dels bolxevics, va escriure poemes que exaltaven l'entusiasme i la figura revolucionàries de Lenin durant la dècada del 1920. Als anys trenta, durant la dictadura de Stalin, feu una breu carrera política i, com a representant de la línia oficial de la literatura del seu país, va exercir de propagandista, en el sentit soviètic del terme, durant el seu primer viatge a l'estranger. El 1935, formant part de la delegació soviètica al Congrés de la Pau a París, va entrar en contacte amb Louis Aragon i Elsa Triolet i va adoptar els mètodes del realisme socialista soviètic en els seus escrits.
Va participar en la guerra finosoviètica de 1939-1940. Durant la Gran Guerra Patriòtica va treballar a l'Administració política del front de Leningrad. Va escriure assajos i històries, articles i fulletons, poemes i crides. Feu un gran nombre d'escrits on s'exaltanva l'heroisme dels assetjats.
Els poemes d'aquest període es van incloure al llibre L'any ardent, rus: Огненный год (1942). L'obra més famosa dels anys de la guerra és el poema Kírov amb nosaltres, rus: Киров с нами. Va guanyar el Premi Stalin el 1942 i es va convertir en membre del Consell de la Unió d'Escriptors Soviètics, de la qual va esdevenir president el 1944.
En la postguerra, Tíkhonov escrigué menys, un fet que s'associà a importants pressions socials. El 1946 va ser elegit membre del Soviet Suprem de l'URSS, i mantingué el càrrec fins a la seva mort. El maig de 1947, com a part de la lluita contra el cosmopolitisme, Nikolai Tíkhonov va criticar el llibre d'I. M. Nussínov, "Puixkin i la literatura mundial", publicat el 1941, i va acusar l'autor del fet que Puixkin “sembli com un apèndix de la literatura occidental”, que veneri Occident, i que oblidi el fet que només la literatura russa "té el dret d'ensenyar als altres una nova moral universal", i anomenà l'autor "un passaport sense passaport en la humanitat".
Tot i la seva manifesta adhesió al règim soviètic, arran de l'escàndol provocat per la publicació de les obres de Mikhaïl Zósxenko i Anna Akhmàtova a les revistes Zvezdà i Leningrad i una posterior purga organitzada per Andrei Jdànov, va ser "substituït" per Aleksandr Fadéiev al capdavant de la Unió d'Escriptors Soviètics però va romandre com a membre del Consell d'Administració.
Des de 1949, Tíkhonov fou president del Comitè soviètic de la Pau. El 1950 es va convertir en membre de la mesa del Consell Mundial de la Pau. Va visitar delegacions soviètiques de diversos països d'Europa i Àsia.
Després de guanyar el Premi Stalin per segona vegada el 1949, el va tornar a guanyar el 1952, abans de ser guardonat amb el Premi Lenin del 1957. Gràcies a les seves funcions durant el desglaç dels anys seixanta, va poder oposar-se als poetes de la jove generació. Partidari de la línia dura literària, va atacar Borís Pasternak i, al costat de Mikhaïl Xólokhov, va lluitar contra Aleksandr Soljenitsin i altres escriptors dissidents.
El 1966 fou el primer entre els escriptors soviètics a rebre el títol d'Heroi del Treball Socialista. El 1970 va tornar a guanyar el Premi Lenin.
Va signar, amb un grup d'escriptors soviètics, la carta oberta publicada a Pravda el 31 d'agost de 1973, on es condemnava Aleksandr Soljenitsin i Andrei Sàkharov.
N. S. Tíkhonov i L. I. Brejnev són els únics que han estat guardonats tant amb el Premi Lenin com amb el Premi Lenin de la Pau entre els pobles.
Va morir a Moscou el 8 de febrer de 1979. Poc abans de la seva mort, en una entrevista a la ràdio soviètica, va recordar el seu professor, Nikolai Gumiliov (el seu nom estava prohibit en aquella època) i va citar els seus poemes.
Les seves restes es troben al cementiri de Novodévitxi a Moscou.

## Obres més destacades

### Col·leccions de versos
- 1922:
  - L'horda, rus: Орда
  - Braga, rus: Брага[3]
- 1925 - Les dotze balades, rus: Двенадцать баллад
- 1927:
  - Els rojos a l'Araxes, rus: Красные на Араксе
  - La recerca de l'heroi, rus: Поиски героя
- 1935 - 
  - L'ombra de l'amic, rus: Тень друга
  - Versos sobre Kakhètia, 1935, rus: Стихи о Кахетии
- 1942 - L'any ardent, rus: Огненный год
- 1949 - La primavera de Geòrgia, rus: Грузинская весна
- 1951: 
  - Dos corrents, rus: Два потока
  - Al segon congrés mundial de la pau, rus: На втором Всемирном конгрессе мира
- 1982 - Cançons de cada dia, rus: Песни каждого дня (pòstum)

### Poemes
- 1921 - Ells mateixos, rus: Сами
- 1923 - Els escacs, 1923, rus: Шахматы, 1923
- 1924 - Cara a cara, rus: Лицом к лицу
- 1925:
  - El camí, rus: Дорога
  - Els rojos a l'Araxes, rus: Красные на Араксе
- 1927 - Vira,rus: Выра
- 1930 - Iurga, rus: Юрга
- La invasió del bosc, rus: Нашествие леса
- Avui el naixement, rus: Сегодня рождение
- 1941 - Kírov amb nosaltres, rus: Киров с нами

### Prosa
- 1931:
  - Els nòmades, rus: Кочевники
  - Guerra, rus: Война
- 1932 - Fulles i tatxanques, rus: Клинки и тачанки
- 1933 - El jurament a la boira, rus: Клятва в тумане
- 1942 - Contes de Leningrad, rus: Ленинградские рассказы
- 1956 - Miracle blanc, rus: Белое чудо
- 1968 - Sis columnes, rus: Шесть колонн